# María Tausiet
María Tausiet es una historiadora española, especializada en el estudio de las creencias y prácticas religiosas. Es hermana del escritor y cineasta Antonio Tausiet.

## Biografía
Nacida en Zaragoza, se licenció (1987) y doctoró (1997) en Historia por la Universidad de Zaragoza. Trabajó como profesora de Historia de Educación Secundaria (1988-2007) en Talavera de la Reina, Madrid y Alcorcón, y, posteriormente, como doctora contratada en el departamento de Historia de la Ciencia del Centro de Ciencias Humanas y Sociales (CCHS) del CSIC (2008-2011). 
Ha colaborado como profesora invitada en la Universidad de Virginia (2014 y 2017) y ha sido profesora en ACCENT (International Consortium for Academic Programs Abroad) por la Universidad de California en Madrid (2015 y 2016). Ha sido profesora en la "Universidad de mayores" de la Universidad Rey Juan Carlos en el curso 2018-2019. 
Es investigadora Doctora Senior en el Institut Universitari d' Estudis de la Dona (Universidad de Valencia) e integrante del proyecto CIRGEN (Circulating Gender in the Global Enlightenment: Ideas, Networks, Agencies), dirigido por Mónica Bolufer (European Research Council - Horizon 2020/ERC-2017-Advanced Grant-787015).
Ha investigado principalmente el mundo de la superstición, la magia, la posesión demoniaca y la brujería en la historia de España. Muy interesada por los conflictos derivados de la Reforma protestante en la España de los siglos XVI y XVII, ha estudiado aspectos como la excomunión, la resistencia a la confesión y a la eucaristía, el Purgatorio, la blasfemia, el discurso moral sobre la locura o el llamado "don de lágrimas", así como la noción de inmortalidad (reliquias) y su plasmación en representaciones científicas y fabulosas del Más allá. Entre otros, descubrió y estudió los procesos sobre las reliquias de San Ildefonso, así como el del cura Joan Vicent y el de los 32 endemoniados de Tosos (1812-1814).
Ha escrito numerosos artículos y capítulos de libros acerca de magia y brujería. Ha colaborado en La Encyclopedia of Witchcraft. The Western tradition (2006) y en la Gran Enciclopedia Cervantina (2005-2007).

## Obras
- Un Proceso de brujería abierto en 1591 por el Arzobispado de Zaragoza: (contra Catalina García, vecina de Peñarroya), Zaragoza: Institución Fernando el Católico, 1988.
- Ponzoña en los ojos. Brujería y superstición en Aragón en el s. XV (Zaragoza: Institución Fernando el Católico, 2000; 2.ª ed. Madrid: Turner, 2004).
- Los posesos de Tosos (1812-1814). Brujería y justicia popular en tiempos de revolución (Zaragoza: Instituto Aragonés de Antropología, 2002).
- Con James S. Amelang (eds.), El Diablo en la Edad Moderna (Barcelona: Marcial Pons, 2004).
- Abracadabra omnipotens: magia urbana en Zaragoza en la Edad Moderna, Madrid: Siglo XXI de España, 2007.
- Con James S. Amelang (eds.), Accidentes del alma. Las emociones en la Edad Moderna. Madrid: Abada, 2009.
- El dedo robado: reliquias imaginarias en la España moderna, Madrid: Abada, 2013.
- Urban Magic in Early Modern Spain. Abracadabra Omnipotens, Hampshire and New York: Palgrave Macmillan, 2014.
- Con Hélène Tropé (eds.), Folclore y leyendas en la Península Ibérica. En torno a la obra de François Delpech, Madrid: CSIC, 2014.
- (Ed.), Alegorías. Imagen y discurso en la España Moderna, Madrid: CSIC, 2014.
- Mary Poppins. Magia, leyenda y mito. Abada. 2018.